# Carlota de Menezes Vieira
Carlota de Menezes Vieira foi uma professora da cidade do Rio de Janeiro na segunda metade do século XIX. Embora seus dados biográficos sejam escassos, sua presença no campo educativo da cidade é apontada pela historiografia e também é notada em jornais da época, principalmente como professora e diretora do jardim de infância do Colégio Menezes Vieira, o Jardim de Crianças. Este jardim de infância é considerado um dos primeiros a serem criados no Brasil a seguir a metodologia de pedagogos como Friedrich Froebel e Maria Pape-Carpantier.

## Biografia
Carlota nasceu em 6 de julho de 1851. Em 1885 assumiu o cargo de membro do conselho superior da Associação Mantenedora do Museu Nacional Escolar, ao lado de outras professoras e professores como Amanda Paranaguá Doria, Ernestina da Fonseca e Costa, Emília Quintanilha Netto Machado, Laurentina Muniz Freire Netto, João Pedro d'Aquino, Antonio de Paula Freitas, Joaquim José de Menezes Vieira, Emygdio Adolpho Victorio da Costa e Joaquim Abilio Borges.[carece de fontes?]
Autora de livros didáticos, entre eles o Cânticos Infantis.
Em 1890 integrou como membro do conselho da Associação Promotora da Infância Desamparada. E da Associação Promotora da Instrucção.
Faleceu em 5 de junho de 1903 aos 52 anos. Embora sua trajetória na educação carioca seja reconhecida em diversos espaços públicos, o obituário publicado pelo Jornal do Brasil a classificou como "viuva, branca, doméstica", ignorando sua trajetória profissional.